# Xojo
El entorno de desarrollo y lenguaje de programación Xojo está desarrollado y comercializado por Xojo, Inc. de Austin, Texas para el desarrollo de software que puede ejecutarse de forma nativa sobre macOS, Microsoft Windows, Linux, iOS, la Web y Raspberry Pi. Xojo utiliza un lenguaje de programación propietario y orientado a objetos.

## Historia
En 1997 FYI Software, fundado por Geoff Perlman, compró CrossBasic, que estaba comercializado por su autor Andrew Barry como producto shareware. CrossBasic fue llamado así debido a su capacidad para compilar el mismo código de programación para el Mac OS classic y la Máquina Virtual Java (si bien el entorno de desarrollo integrado solo era Mac). Una beta pública se lanzó en abril de 1996. La marca CrossBasic fue registrada por otra compañía, de modo que se cambió el nombre del producto por el de REALbasic.
Con anterioridad a la versión 2, se eliminó la compatibilidad con Java y posteriormente se sustituyó por la capacidad de desplegar sobre Windows y el soporte de bases de datos. La opción para compilar para Linux fue añadida en 2005 y el entorno de desarrollo integrado (IDE) fue portado a Windows y también a la plataforma Linux como beta pública gratuita. El nuevo IDE empleaba una interfaz de usuario rediseñada.
REAL Software anunció en 2004 el programa "Made with REALbasic Software" para destacar las aplicaciones creadas con el producto. En 2009 se lanzó un Asistente de Migración para ayudar a mover el código desde Visual Basic. En 2010, para combatir la percepción de que era similar al BASIC original, fue renombrado como Real Studio.
La compañía anunció Real Studio Web Edition, permitiendo así a los desarrolladores compilar aplicaciones web sin la necesidad de tener que aprender múltiples tecnologías web.
El 4 de junio de 2013 la compañía cambió oficialmente su nombre a Xojo, Inc. y Real Studio pasó a llamarse Xojo.  También en esta fecha se publicó Xojo 2013 Release 1, en la que se incluía una interfaz de usuario completamente rediseñada, soporte completo para Cocoa en OS X, soporte mejorado para las aplicaciones web, una documentación completamente nueva y el nuevo libro Introduction to Programming Using Xojo  diseñado para que los principiantes pudiesen aprender los fundamentos de la programación orientada a objetos. Xojo, Inc. lo denomina como el "sucesor espiritual de Visual BASIC".
El IDE de Xojo está disponible actualmente para Microsoft Windows, macOS, Linux x86, y puede compilar aplicaciones de 32 y 64 bits para Windows 7SP1, macOS (ejecutándose sobre Macs basados en Intel y utilizando los frameworks de Cocoa), Linux, iOS, la web y Raspberry Pi. Xojo es autohospedado, lo que significa que el IDE de Xojo se crea utilizando la versión más reciente del propio Xojo. The 2015r3 release includes 64-bit support for Desktop, Web and Console targets as well as a new platform, Raspberry Pi.

En 2016 Xojo recibió el premio Big Innovation Award por parte del Business Intelligence Group por tratarse de una herramienta de desarrollo "innovadora" que "ha hecho realizad la materialización de nuevas ideas".
Xojo ha añadido muchas otras nuevas características en 2018 y 2019, incluyendo el soporte para los Modos Claro/Oscuro en macOS, la clase GraphicsPath para el dibujado de curvas de Bezier, una nueva clase DateTime, y el soporte para el Modo Oscuro en iOS.
Xojo ha sido incluido en varias ocasiones entre los 150 principales lenguajes de programación, según lo publicado por TIOBE; siendo esta una compañía que califica la calidad del software.

## Línea de Tiempo

### Década de 1990
- En 1996 Geoff Perlman funda la compañía que es actualmente Xojo en Austin, Texas.
- CrossBasic es adquirido en 1997.[31]
- En 1998 se publica REALbasic 1.0 y se presenta en la MacWorld Expo. Esta primera versión facilitaba a todos, y no solo a los desarrolladores, la creación de apps para el Mac System 7 ejecutándose sobre un procesador 680x0 o PowerPC.
- Se añadió el soporte para Windows en 1999 con la publicación de REALbasic 2.0, convirtiéndose así en una herramienta de desarrollo verdaderamente multiplataforma.[32]

### Década de 2000
- Se añade el soporte para Mac OS X a REALbasic en 2001.[33]
- En 2002 se anuncia el primer IDE de REALbasic para Windows.[34]
- En septiembre de 2005 se actualiza REALbasic para incluir soporte para la creación de aplicaciones Linux.[35] REALbasic compila por tanto para las tres plataformas de escritorio a partir de un único código base.
- En su ánimo de seguir el ritmo de las cambiantes necesidades de los desarrolladores y aficionados, en 2006 se añade el soporte para Mac basados en procesadores Intel.
- En 2010 se añade el soporte para crear aplicaciones web, ampliando así el horizonte más allá de las aplicaciones de escritorio.
- En 2013 REALbasic pasa a ser Xojo.[36]
- A principios de 2014 se añade Xojo Cloud, el servicio de despliegue con un clic para aplicaciones web de Xojo.
- En diciembre de 2014 se publica Xojo iOS, la primera plataforma móvil de Xojo.
- Tras un gran interés por parte de la comunidad, se publica Xojo Pi; permitiendo así que los usuarios puedan crear aplicaciones para Raspberry Pi con Xojo en 2015.[37]

## Ediciones del IDE
El IDE de Xojo es de uso gratuito tanto para el aprendizaje como para el desarrollo. La compilación o despliegue de aplicaciones con Xojo requiere de la compra de una licencia. Existen múltiples tipos de licencia para su compra, activando Desktop, Web y iOS. Xojo Pi, para la creación y compilación de aplicaciones para Raspberry Pi, es gratuito. Las licencias pueden comprarse a la carta, en cualquier combinación requerida. También está disponible Xojo Pro; es un bundle que incluye soporte adicional, acceso garantizado al programa beta, acceso al foro de profesionales de Xojo, un multiplicador 3x en el ranking de casos de soporte, acceso a leads de consultoría, y una licencia que funciona en tres equipos.
A diferencia de lo que ocurre con la mayoría de los entornos de desarrollo, el código fuente no se almacena por defecto en archivos de texto plano, sino en un formato propietario de archivo único. Sin embargo, también puede guardarse el código fuente en un formato de texto plano para su uso en combinación con sistemas de versionado de código, además de que también puede exportarse a formato XML.

## Xojo Cloud
Xojo lanza Xojo Cloud el 11 de marzo de 2014, su servicio de hospedaje web para aplicaciones Xojo Web.

## Ejemplo de Código
El lenguaje de programación de Xojo es muy similar a Visual Basic.
El siguiente fragmento de código, escrito en el evento Open de una Ventana, muestra un cuadro de diálogo diciendo "¡Hola, Mundo!" cuando se abre la ventana:
```
//
 
Muestra
 
un
 
cuadro
 
de
 
di
álogo sencillo que dice "¡Hola, Mundo!"

MessageBox
(
"¡Hola, Mundo!"
)

```

Este código puebla un ListBox con los valores de un array:
```
Var
 
names
()
 
As
 
String
 
=
 
Array
(
"Red Sox"
,
 
"Yankees"
,
 
"Orioles"
,
 
"Blue Jays"
,
 
"Rays"
)

For
 
i
 
As
 
Integer
 
=
 
0
 
To
 
names
.
LastRowIndex

  
ListBox1
.
AddRow
(
names
(
i
))

Next

```